# Kōta Miyamoto
Kōta Miyamoto (jap. 宮本 航汰, Miyamoto Kōta; * 19. Juni 1996 in Shizuoka, Präfektur Shizuoka) ist ein japanischer Fußballspieler. 

## Karriere

### Verein
Kōta Miyamoto erlernte das Fußballspielen in der Jugendmannschaft von Shimizu S-Pulse. Hier unterschrieb er 2015 auch seinen ersten Profivertrag. Der Verein aus Shimizu spielte in der ersten Liga, der J1 League. 2015  spielte er viermal in der J.League U-22 Selection. Diese Mannschaft, die in der dritten Liga, der J3 League, spielte, setzte sich aus den besten Nachwuchsspielern der höherklassigen Vereine zusammen. Das Team wurde mit Blick auf die Olympischen Sommerspiele 2016 in Rio de Janeiro gegründet. Die Auswahl der Spieler erfolgte auf wöchentlicher Basis aus einem Pool, für den jeder Verein förderungswürdige Talente benennen konnte; die Zusammensetzung der Mannschaft variierte daher sehr stark von Spiel zu Spiel. 2016 bis 2017 wurde er an den Zweitligisten V-Varen Nagasaki nach Nagasaki ausgeliehen. Mit Nagasaki wurde er 2017 Vizemeister der J2 League und stieg in die erste Liga auf. Nach dem Aufstieg wechselte er ebenfalls auf Leihbasis die Saison 2018 und 2019  zum FC Gifu nach Gifu. Ende 2019 belegte der Club den 22. Tabellenplatz und musste den Weg in die Drittklassigkeit antreten. 2020 kehrte er nach der Ausleihe zu Shimizu zurück. Am Ende der Saison 2022 musste er mit dem Verein als Tabellenvorletzter in die zweite Liga absteigen. Am Ende der Saison 2024 feierte er die Meisterschaft und stieg in die erste Liga auf.

### Nationalmannschaft
Kōta Miyamoto spielte 2014 viermal in der japanischen U18-Nationalmannschaft.

## Erfolge
V-Varen Nagasaki
- Japanischer Zweitligavizemeister: 2017  ▲

Shimizu S-Pulse
- Japanischer Zweitligameister: 2024  ▲